# Naoki Tsukahara
Naoki Tsukahara, född den 10 maj 1985 i Okaya, Nagano, är en japansk friidrottare som tävlar i kortdistanslöpning huvudsakligen på 100 meter.
Tsukahara deltog på 100 meter vid VM för juniorer 2004 där han slutade fyra i sin semifinal och tog sig därmed inte vidare till finalen. Vid Asiatiska spelen 2006 i Doha blev han silvermedaljör på 100 meter efter Saudiarabiens Yahya Hassan Habeeb. Vid samma mästerskap blev han silvermedaljör i stafetten över 4 x 100 meter. 
Tsukahara deltog även vid VM 2007 i Osaka där hans 10,31 placerade honom femma i sin kvartsfinal vilket inte räckte till för att kvalificera sig till semifinalen. Vid Olympiska sommarspelen 2008 slutade han sjua i sin semifinal vilket inte räckte för att få springa finalen. Emellertid vann han en bronsmedalj i stafetten över 4 x 100 meter tillsammans med Shingo Suetsugu, Shinji Takahira och Nobuharu Asahara.

## Personliga rekord
- 100 meter - 10,15
- 200 meter - 20,35